# جويس كيلمر
ألفريد جويس كيلمر (بالإنجليزية: Joyce Kilmer)‏ (6 ديسمبر 1886 - 30 يوليو 1918) كاتب وشاعر أمريكي يُتذكر بشكل أساسي بسبب قصيدة قصيرة بعنوان «الأشجار» (1913)، والتي نُشرت في مجموعة الأشجار والأشعار الأخرى في عام 1914. على الرغم من أنه شاعر مُنتج والتي اشتهرت أعماله بالجمال المشترك للعالم الطبيعي وبالإضافة إلى ديانته الكاثوليكية الرومانية؛ كان كيلمر صحفيًا وناقدًا أدبيًا ومحاضرًا ومحررًا أيضًا. في وقت انتشار الجند في أوروبا خلال الحرب العالمية الأولى، اعتُبر كيلمر الشاعر الأمريكي الكاثوليكي ومُحاضر جيله، الذين يقارنهم النقاد غالبًا بالمعاصرين البريطانيين جي كي تشيسترتون (1874–1936) وهيلير بيلوك (1870–1953). تجند في الحرس الوطني لجيش نيويورك والذي انتشر في فرنسا مع فوج المشاة السادس والتسعين («القتال التاسع والستون» الشهير) في عام 1917. قُتل برصاصة قناص في معركة المارن الثانية في عام 1918 عن عمر يناهز 31 عامًا. تزوج من ألين موراي، وهي شاعرة ومؤلفة بارعة أيضًا، لديهما خمسة أطفال.
في حين أن معظم أعماله غير معروفة إلى حد كبير اليوم، إلا أن القليل المُختار من قصائده لا يزال شائعًا ويُنشر بشكل كبير في المختارات الأدبية. رفض العديد من النقاد -بما في ذلك كلٍ من معاصري كيلمر والأدباء المعاصرين- أعمال كيلمر لأنها بسيطة للغاية وعاطفية بإفراط، وأشاروا إلى أن أسلوبه كان تقليديًا إلى حد بعيد، وقديم أيضًا. سخر العديد من الكتاب، بما في ذلك أوغدن ناش، على وجه الخصوص، من أعمال وأسلوب كيلمر – واستشهد في ذلك بتقليده للعديد من «الأشجار».

## السيرة

### السنوات المبكرة والتعليم: 1886-1908
وُلد كيلمر في 6 ديسمبر عام 1886، في نيو برونزويك بولاية نيو جيرسي، رابع وأصغر طفل، لآني إلين كيلبورن (1849-1932)، كاتبة وملحنة صغيرة، والدكتور فريدريك بارنيت كيلمر (1851–1934)، طبيب وكيميائي تحليلي يعمل لدى شركة جونسون آند جونسون ومخترع بودرة الأطفال الخاصة بالشركة. سُمي ألفريد جويس كيلمر على اسم كاهنين في كنيسة المسيح في نيو برونزويك: ألفريد آر. تايلور، القسيس والدكتور إليشا بروكس جويس (1857-1926)، الكاهن. تعد كنيسة المسيح أقدم رعية أسقفية في نيو برونزويك وكانت عائلة كيلمر أبرشية. عمّد الكاهن جويس، الذي خدم الرعية منذ عام 1883 وحتى عام 1916، الشاب كيلمر، الذي ظل أسقفيًا أمريكيًا حتى تحوله عام 1913 إلى الكاثوليكية. لا تزال مسقط رأس كيلمر في نيو برونزويك قائمة، حيث عاشت عائلة كيلمر منذ عام 1886 وحتى عام 1892، وتضم متحفًا صغيرًا لكيلمر، بالإضافة إلى عدد قليل من المكاتب الحكومية في مقاطعة ميدلسكس.
التحق كيلمر بمدرسة وكلية روتغرز للقواعد (مدرسة روتغرز الإعدادية الآن) في عام 1895 في سن الثامنة. خلال سنواته في مدرسة القواعد، كان كيلمر رئيس تحرير صحيفة المدرسة، آرغو، وأحب الأدب الكلاسيكي ولكن واجه صعوبة مع اللغة اليونانية. حصل على جائزة لين الكلاسيكية وفاز بالمركز الأول، في الخطابة، وحصل على منحة دراسية لكلية روتغرز التي سيلتحق بها العام التالي. على الرغم من الصعوبات التي واجهها في اللغة اليونانية والرياضيات، كان الأول على فصله في المدرسة الإعدادية.
بعد التخرج من مدرسة وكلية روتغرز للقواعد في عام 1904، واصل تعليمه في كلية روتغرز (الآن جامعة روتغرز) منذ عام 1904 وحتى عام 1906. في كلية روتغرز، كان كيلمر محررًا مساعدًا في الترغوم، صحيفة الحرم الجامعي، وعضوًا في أخوة دلتا أبسيلون. ومع ذلك، كان غير قادر على إكمال متطلبات مادة الرياضيات الصارمة في المنهج وطُلب منه إعادة سنته الثانية. تحت ضغط من والدته، نقل كيلمر إلى جامعة كولومبيا في مدينة نيويورك.
في جامعة كولومبيا، كان كيلمر نائب رئيس جمعية فيلوليكيان (جمعية أدبية)، ومحررًا مساعدًا في مساعد كولومبيا (صحيفة الحرم الجامعي)، وعضوًا في اتحاد المناظرات. أكمل درجة البكالوريوس في الآداب وتخرج من جامعة كولومبيا في 23 مايو عام 1908. بعد فترة وجيزة من التخرج، في 9 يونيو عام 1908، تزوج من ألين موراي (1888-1941)، وهي شاعرة زميلة والتي خطبها منذ عامه الثاني في كلية روتغرز. لدى عائلة كيلمر خمسة أطفال: كنتون سينكلير كيلمر (1909-1995) وروز كيلبورن كيلمر (1912-1917) وديبورا («الأخت مايكل») وكلانتون كيلمر (1914-1999) التي كانت راهبة كاثوليكية في دير القديس بنديكت ومايكل باري كيلمر (1916–1927) وكريستوفر كيلمر (1917–1984).

### سنوات الكتابة والإيمان: 1909-1917
في خريف عام 1908، عمل كيلمر مدرسًا للغة اللاتينية في مدرسة موريستاون الثانوية في موريستاون بولاية نيو جيرسي. في هذا الوقت، بدأ في تقديم مقالات إلى ملاحظات الصليب الأحمر (بما في ذلك أول مقال نشره، مقال عن («علم النفس الإعلاني») وقصائده الأولى عن الدوريات الأدبية. كتب كيلمر أيضًا مراجعات كتب لمجلة الملخص الأدبي ومجلة المدينة والريف ومجلة ذا نيشن وصحيفة نيويورك تايمز. بحلول يونيو عام 1909، تخلى كيلمر عن أي طموحات لمواصلة التدريس وانتقل إلى مدينة نيويورك، حيث ركز فقط على تطوير حياته المهنية ككاتب.
منذ عام 1909 وحتى عام 1912، عمل كيلمر في شركة فانك آند واغنالز، والتي تُعد طبعة من القاموس القياسي الذي سيُنشر في عام 1912. طبقًا لهيليس، كانت وظيفة كيلمر «تحديد الكلمات العادية الموكلة له بخمسة سنتات لكل كلمة محددة. كانت هذه وظيفة يكسب فيها المرء عادةً من عشرة إلى اثني عشر دولارًا في الأسبوع، لكن كيلمر باغت المهمة بقوة وسرعة، وسرعان ما كان من الحكمة منحه راتبًا منتظمًا».

### الموت والدفن
خلال معركة مارن الثانية، كان هناك قتال عنيف طوال الأيام الأخيرة من يوليو عام 1918. في 30 يوليو عام 1918، تطوع كيلمر لمرافقة الرائد «وايلد بيل» دونوفان (لاحقًا، في الحرب العالمية الثانية، مؤسس مكتب الخدمات الاستراتيجية ورائد وكالة المخابرات المركزية) عندما أُرسلت كتيبة دونوفان (المشاة 1-165) لقيادة هجوم اليوم.
خلال بقية اليوم، قاد كيلمر فريق استطلاع للعثور على موقع رشاش ألماني. عندما وجده رفاقه، في وقت لاحق، اعتقدوا في البداية أنه يدقق النظر في حافة تل صغير، حيث زحف إليها من أجل رؤية أفضل. عندما لم يرد على ندائهم، ركضوا إليه ووجدوه ميتًا. طبقًا للأب فرانسيس بي. دافي: «اخترقت رصاصة دماغه. حُمل جسده ودفن بجانب أميس. رحم الله روحه العزيزة والشجاعة». من المحتمل أن رصاصة قناص قتلته على الفور. طبقًا للسجلات العسكرية، تُوفي كيلمر في ساحة المعركة بالقرب من مزرعة ميرسي، بجوار نهر أورك بالقرب من قرية سيرينغ إت نسلس، في فرنسا، في 30 يوليو عام 1918 عن عمر يناهز 31 عامًا. بسبب شجاعته، منحت الجمهورية الفرنسية كيلمر بعد وفاته جائزة صليب الحرب.

## روابط خارجية
- جويس كيلمر على موقع الموسوعة البريطانية (الإنجليزية)
- جويس كيلمر على موقع ميوزك برينز (الإنجليزية)
- جويس كيلمر على موقع إن إن دي بي (الإنجليزية)